# 中国天气网
中国天气网是中国气象局提供的气象服务门户网站，2008年7月正式上线。2014年7月28日，中国天气网将天气预报时效从原来的7天延长至15天。